# Doreen Norton
Doreen Norton OBE (* 1. Mai 1922 in Dartford; † 30. Dezember 2007 in Worthing) war eine britische Krankenschwester. Norton entwickelte in den 1950er Jahren die nach ihr benannte Norton-Skala zur Einschätzung des Dekubitus-Risikos.

## Leben
Norton verließ die Schule im Alter von 14 Jahren und arbeitete zunächst in der Firma ihres Vaters, bevor sie eine Ausbildung zur Krankenschwester absolvierte. Nach dem Abschluss der Ausbildung 1946 spezialisierte sich Norton zunächst auf Tuberkulose-Patienten, wandte sich dann aber der Geriatrie zu. Sie besuchte das Royal College of Nursing in London und absolvierte einen Stationsleitungskurs. Norton befasste sich intensiv mit den Ursachen und der Vorbeugung gegen Wundliegen bei geriatrischen Patienten. 1962 erschien ihr Buch An Investigation of Geriatric Nursing Problems in Hospital, in dem Norton ihre Punkte-Skala zur Einschätzung des Dekubitus-Risikos veröffentlichte. Diese entwickelte sich in Deutschland zum bekanntesten Hilfsmittel zur Einschätzung des Dekubitus-Risikos.
Norton erhielt ein Forschungsstipendium am Department of Nursing an der University of Edinburgh und erlangte dort 1969 den Abschluss Master of Science. Anschließend arbeitete Norton am Scottish Home and Health Department.
Von 1975 bis 1978 war Norton die erste Vorsitzende der neu gegründeten Society of Geriatric Nursing.
1982 zog sich Norton aus der Pflege zurück und übernahm eine Gastprofessur am Lehrstuhl für Geronotological Nursing an der Case Western Reserve University in Cleveland, Ohio.

## Auszeichnungen
1976 wurde Norton zum Fellow des Royal College of Nursing ernannt, ein Jahr später, 1977, wurde sie mit dem Order of the British Empire ausgezeichnet. 2003 ernannte sie die University of the South Bank in London zum Ehrenmitglied, das Lewisham University Hospital benannte eine geriatrische Station nach Norton, die Doreen-Norton-Station.

## Veröffentlichungen
- An Investigation of Geriatric Nursing Problems in Hospital;  Churchill Livingstone, 1962;
- Hospitals of the long-stay patient; a study of their practical nursing problems & solutions. Pergamon, 1967, ISBN 0-08-102124-0.
- By accident or design?: A study of equipment development in relation to basic nursing problems; Livingstone, 1970, ISBN 0-443-00707-1.
- The Age of Old Age; Scutari Press, London, 1990, ISBN 1-871364-30-2.